# Harold Humby
Harold Humby (n. 8 aprilie 1879, Londra, Regatul Unit al Marii Britanii și Irlandei – d. 23 februarie 1923, Londra, Anglia, Regatul Unit) a fost un trăgător de tir ce a reprezentat Marea Britanie la Jocurile Olimpice, medaliat olimpic. A participat la 2 ediții ale Jocurilor Olimpice (1908, 1912) în care a câștigat o medalie de aur și două medalii de argint.